# Beudantite
La beudantite est une espèce minérale du groupe des arséniates et du sous-groupe des arséniates anhydres avec anions étrangers, de formule PbFe3(AsO4)(SO4)(OH)6.

## Historique de la description et appellations

### Inventeur et étymologie

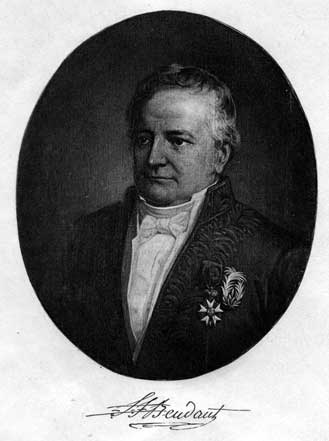
François Sulpice Beudant

La beudantite a été décrite en 1826 par Armand Lévy (1795-1841), minéralogiste français. Elle fut nommée ainsi en l'honneur de François Sulpice Beudant (1787-1850), minéralogiste et géologue français de l'Université de Paris.

### Topotype
Les échantillons servant à la description ont été découverts à la mine Louise, Bürdenbach, Altenkirchen, Westerwald, Rhénanie-Palatinat en Allemagne.

### Synonymes
Il existe une autre appellation de la beudantite que l'on peut rencontrer : la bieirosite.

## Caractéristiques physico-chimiques

### Critères de détermination
La beudantite est un minéral qui peut être noir, brun, vert, rouge, orange ou jaune se présentant sous la forme de cristaux tabulaires, pseudo-cubiques ou pseudo-octaédriques pouvant atteindre 5 millimètres ou encore sous la forme de masses microcristallines. Son éclat peut être vitreux, résineux, adamantin ou gras et elle est transparente à translucide. Elle est fragile et cassante et présente un clivage bon à parfait sur {0001}. La beudantite est un minéral plutôt tendre dont la dureté varie entre 3,5 et 4,5 sur l'échelle de dureté de Mohs. Elle est dense, sa densité mesurée étant de 4,48. Son trait est jaune grisâtre, jaune verdâtre, verdâtre ou vert. Elle présente un pléochroïsme jaune à rouge-brun selon la direction optique O (ordinary ray) ou incolore à jaune selon la direction optique E (extraordinary ray). Une biréfringence anomale biaxiale peut être détectée parfois sur certains échantillons.
La beudantite est soluble dans l'acide chlorhydrique.

### Composition chimique
La beudantite de formule PbFe3(AsO4)(SO4)(OH)6 a une masse moléculaire de 711,8 u, soit 1,182 × 10−24 kg. Elle est donc composée des éléments suivants :
| Élément   | Nombre (formule)    | Masse des atomes (u) | % de la masse moléculaire |
| --------- | ------------------- | -------------------- | ------------------------- |
| Oxygène   | 14                  | 223,99               | 31,47 %                   |
| Hydrogène | 6                   | 6,05                 | 0,85 %                    |
| Fer       | 3                   | 167,54               | 23,54 %                   |
| Plomb     | 1                   | 207,2                | 29,11 %                   |
| Arsenic   | 1                   | 74,92                | 10,53 %                   |
| Soufre    | 1                   | 32,07                | 4,5 %                     |
|           | Total : 26 éléments | Total : 711,8 u      | Total : 100 %             |

Cette composition place ce minéral : 
- selon la classification de Strunz : dans la classe des arséniates (VIII), plus précisément dans la classe des arséniates anhydres avec anions étrangers (08.B) contenant des cations de moyenne et grande tailles et où le rapport des cations (OH, etc.) avec le groupe d'éléments RO4 (où R représente le phosphore, l'arsenic ou le soufre) est égal à 3:1 (08.BL) ;
- selon la classification de Dana : dans la classe des composés de l'arsenic (43), plus précisément dans la classe des arséniates contenant le groupe hydroxyle ou des halogènes (43.4).

Les impuretés souvent rencontrées dans la beudantite sont l'aluminium et le phosphore.

### Variétés et mélanges
Il existe une variété de beudantite enrichie en cuivre : la cupro-beudantite.

### Cristallochimie
La beudantite forme une série avec la segnitite (it).
Elle fait partie du groupe de l'alunite et sert de chef de file à un sous-groupe de minéraux isostructuraux :
| Minéral              | Formule                    | Groupe ponctuel | Groupe d'espace |
| -------------------- | -------------------------- | --------------- | --------------- |
| Beudantite           | PbFe3(AsO4)(SO4)(OH)6      | 3 m             | R 3m            |
| Corkite              | PbFe3(PO4)(SO4)(OH)6       | 3m              | R 3m            |
| Gallobeudantite (de) | PbGa3[(AsO4),(SO4)]2(OH)6  | 3m              | R 3m            |
| Hidalgoïte (en)      | PbAl3(AsO4)(SO4)(OH)6      | 3 m             | R 3m            |
| Hinsdalite (it)      | (Pb,Sr)Al3(PO4)(SO4)(OH)6  | 3 m             | R 3m            |
| Kemmlitzite (de)     | (Sr,Ce)Al3(AsO4)(SO4)(OH)6 | 3 m             | R 3m            |
| Orphéïte (it)        | PbAl3(PO4,SO4)2(OH)6       | 3 m             | R 3m            |
| Svanbergite (en)     | SrAl3(PO4(SO4)(OH)6        | 3 m             | R 3m            |
| Weilérite (it)       | BaAl3H[(As,P)O4]2(OH)6     | 3 m             | R 3m            |
| Woodhouséite         | CaAl3(PO4)(SO4)(OH)6       | 3 m             | R 3m            |

### Cristallographie
La beudantite cristallise dans le système cristallin trigonal. Son groupe d'espace est R 3m, avec Z = 3 unités formulaires par maille conventionnelle. Les paramètres de sa maille conventionnelle hexagonale sont {\displaystyle a} = 7,315 Å et {\displaystyle c} = 17,036 Å (volume de la maille V = 789,45 Å3). La masse volumique calculée de la beudantite est 4,43 g/cm3 (sensiblement égale à la densité mesurée).

## Gîtes et gisements

### Gîtologie et minéraux associés
La beudantite est un minéral secondaire des zones oxydées de dépôts polymétalliques.
Elle est souvent associée aux minéraux suivants : carminite, scorodite, mimétite, dussertite (it), arséniosidérite (en), pharmacosidérite, olivénite, bayldonite, duftite, anglésite, cérusite, azurite.

### Gisements producteurs de spécimens remarquables
La beudantite est présente dans de très nombreux gisements à travers le monde, en voici quelques-uns parmi les plus remarquables :
- Allemagne

Mine Louise, Bürdenbach, Altenkirchen, Westerwald, Rhénanie-Palatinat,
Mine Schöne Aussicht, Dernbach, Arrondissement de Neuwied, Rhénanie-Palatinat,
- Australie

Mine Elura, Booroondarra, Cobar, Comté de Robinson, Nouvelle-Galles du Sud
- Belgique

Carrière Hourt, Grand-Halleux, Vielsalm, Massif de Stavelot, Province de Luxembourg
- États-Unis

Blue Bell claims, Baker, Comté de San Bernardino, Californie
- France

Lachaux, Puy-Guillaume, Puy-de-Dôme, Auvergne
Mine de fluorite de Barlet, Barlet, Langeac, Haute-Loire, Auvergne
Mas-Dieu, Mercoire, Gard, Languedoc-Roussillon
La Verrière, Les Ardillats, Beaujeu, Rhône, Rhône-Alpes
- Grèce

Mines du Laurion
- Namibie

Mine Tsumeb, Tsumeb, Otjikoto
- Royaume-Uni

Carrière de la colline Sandford, Sandford, Somerset, Angleterre